# Hierodula grandis
Hierodula grandis Saussure, 1870 è un insetto mantoideo appartenente alla famiglia Mantidae, diffuso nel subcontinente indiano.